# Rotrückenara
Der Rotrückenara (Primolius maracana), auch Marakana oder Maracana, ist eine Papageienart der Gattung der Kleinaras (Primolius).
In der Literatur findet sich auch die Einordnung als Ara maracana und Propyrrhura maracana. Die Einordnung in Primolius ist umstritten, da deutliche Ähnlichkeiten zum Ara severa vorhanden sind. Lepperhoff verwendet diese Einordnung in seinem 2004 erschienenen Fachbuch gar nicht.
Das Wort „Maracana“ kommt aus der brasilianischen Eingeborenensprache, dem Tupi, und bedeutet „Grüner Vogel“.

## Merkmale

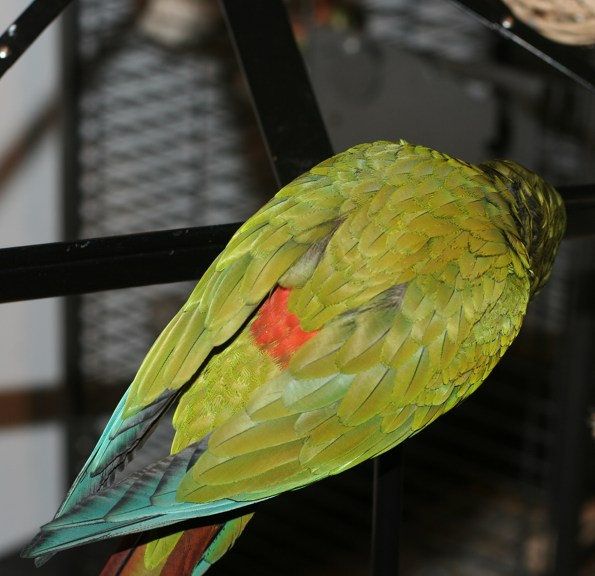
Rotrückenara Rückseite (Primolius maracana)

Der Rotrückenara erreicht eine Körperlänge von 43 cm. Das Gefieder ist überwiegend grün. Die Stirn, der untere Rücken und ein Bauchfleck sind rot. Die Flügel sind grün, die Flügelunterseite gelblich-grün und geht ins Blaue über. Der Schwanz ist am Ansatz grün und geht ins Blaue über, die Unterseite ist gelblich-grün. Die Füße sind bei Jungtieren grau-schwarz, bei adulten Tieren hell fleischfarben. Die Iris ist braun, die nackte Augen-Wangenregion weißlich mit dünnen Federreihen.

## Verbreitung

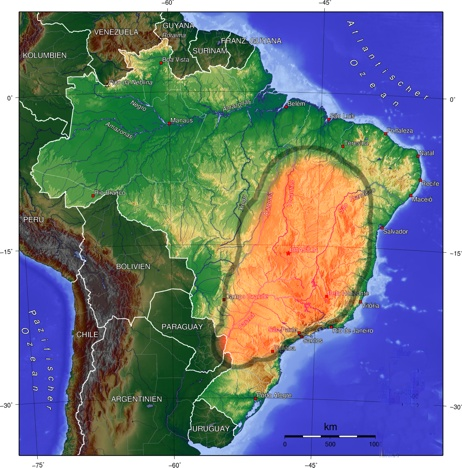
Verbreitungsgebiet des Rotrückenara

Der Rotrückenara lebt im Südosten von Brasilien in den Bundesstaaten Sao Paulo und Parana, im brasilianischen Bergland und Hochland von Mato Grosso.

## Habitat
Die Lebensräume des Rotrückenaras stellen tropische bis subtropische Wälder entlang von Flussläufen und offene Halbsavannen dar.

## Gefährdung und Schutz
Wie bei fast allen Papageienarten befindet sich auch der Bestand des Rotrückenaras im starken Rückgang, da sein Lebensgebiet von Landwirtschaft und Industrie der Ostküste Südamerikas stark bedroht wird. Es werden weniger als 10.000 Vögel in freier Wildbahn geschätzt. Die International Union for Conservation of Nature and Natural Resources (IUCN) führt die Art als potenziell gefährdet (Near Threatened, NT) auf der Vorwarnliste.
Schutz durch:
- CITES: Anhang I
- EU-Artenschutzverordnung (EG 338/97): Anhang A

## Lebensweise
Es gibt nur sehr wenige Berichte in der Fachliteratur über das Leben der Rotrückenaras. Zur Brut benutzen sie Baumhöhlen, diese werden auch als Schlafplatz gewählt. Die Ernährung ist vielfältig und reicht über verschiedene Früchte, Sämereien, Nüsse und Beeren. Außerdem sucht er regelmäßig die sogenannten Lehmlecken auf, die nach neueren Forschungen nicht der Mineralaufnahme, sondern der Neutralisierung von Pflanzengiften dienen.

## Nachzucht
Im Gegensatz zu vielen anderen Ara-Arten ist die Nachzucht relativ problemlos und schon häufig gelungen. Es werden dabei 1 bis 5 Junge aufgezogen. Dass wenige Züchter diese Ara-Art halten, liegt im relativ unscheinbaren Aussehen gegenüber den weit farbenprächtigeren Verwandten.

## Etymologie und Forschungsgeschichte
Die Erstbeschreibung des Rotrückenaras erfolgte 1816 durch Louis Pierre Vieillot unter dem wissenschaftlichen Namen Macrocercus maracana. Als Verbreitungsgebiet nannte er Paraguay bis an den Río de la Plata basierend auf Maracaná del maracaná afeytado von Félix de Azara. 1857 führte Charles Lucien Jules Laurent Bonaparte die Gattung Primolius ein. Der Begriff ehrt Pietro Graf von Primoli di Foglia (1821–1883), der mit Bonapartes Tochter Charlotte Honorine Joséphine Pauline Bonaparte (1832–1901) verheiratet war. Der Artname maracana stammt vom Tupí-Wort  Maracanā bzw. Guaraní-Wort Marakaná für Rindenkauer, für einen Ara ab. Alfred Laubmann hatte für sein Werk Die Vögel von Paraguay zwei Bälge, gesammelt von Hans Krieg (1888–1970) im Bergland des Río Apa bei San Luis de la Sierra im Departamento Concepción, zur Verfügung. Ein weiteres Pärchen hatte Qualterio Walter bei Mborero im Distrikt Independencia gesammelt. Neben Azara sah Laubmann nur im Departamento Alto Paraná und am Río Confuso durch Arnaldo de Winkelried Bertoni weitere Nachweise für das Land.